# Cepstrum
Cepstrum – odwrotna transformata Fouriera widma sygnału wyrażonego w skali logarytmicznej (decybelowego). Słowo cepstrum jest anagramem słowa spectrum. 
Cepstrum definiuje się jako:
{\displaystyle C(x(t))={\mathcal {F}}^{-1}\left[\ln \left({\mathcal {F}}\left[x(t)\right]\right)\right]}
Definicja ta używa logarytmu zespolonego. Na podstawie cepstrum zespolonego możliwa jest całkowita rekonstrukcja sygnału pierwotnego określonego funkcją x(t).
Cepstrum rzeczywiste definiuje się jako:
{\displaystyle C(x(t))={\mathcal {F}}^{-1}\left[\ln \left|{\mathcal {F}}\left[x(t)\right]\right|\right]}
Definicja ta używa logarytmu rzeczywistego, liczonego jedynie na podstawie widma amplitudowego. Na podstawie cepstrum rzeczywistego, ze względu na pominięcie informacji związanej z fazą fali, niemożliwa jest rekonstrukcja sygnału pierwotnego określonego funkcją x(t).
Dla funkcji rzeczywistej parzystej również transformacja Fouriera daje ten sam rezultat co transformacja odwrotna:
{\displaystyle C(x(t))={\mathcal {F}}\left[\ln \left|{\mathcal {F}}\left[x(t)\right]\right|\right]}
Cepstrum może być postrzegane jako informacja o prędkości zmian w poszczególnych pasmach częstotliwości widma częstotliwościowego sygnału określonego funkcją x(t).
Pojęcie cepstrum występuje w tzw. homomorficznej teorii dźwięku.

## Zastosowania
Cepstrum opracowano do celów badania echa pochodzącego od fal sejsmicznych. Używano go też do analizowania sygnałów wytwarzanych przez radary.
Obecnie stosowane jest przy analizowaniu fal akustycznych, w szczególności ludzkiej mowy oraz jako metoda statystyczna do badania okresowości szeregów czasowych.